# Carlos Vega (musicologue)
Pour les articles homonymes, voir Carlos Vega.
Carlos Alberto Gabriel Vega (né le 14 avril 1898 à Cañuelas et décédé le 10 février 1966 à Buenos Aires) est un musicologue, compositeur et poète argentin, considéré comme le père de la musicologie argentine.

## Biographie
Il est le fils d'Antonio Vega et de Josefa Sánchez. Il fréquente l'école primaire à Cañuelas, sa ville natale, et l'école secondaire commerciale à Buenos Aires. Il étudie la guitare dès l'âge de douze ans et, à partir de seize ans, il est le disciple d'Antonio Torraca pour le violon, le solfège et la théorie musicale. Il est footballeur amateur et, à l'âge de 18 ans, gardien de but du Cañuelas Fútbol Club. À Cañuelas, il est surnommé « el loco Vega » (le fou Vega) en raison de son habitude de réciter des poèmes d'amour debout sur un banc de la place.
À partir de 1920, il voyage dans les provinces argentines et collabore aux journaux Heraldo et Yrigoyen dans la ville de Concordia (Entre Ríos) sous les pseudonymes de Cardenio et Rey Negro.
En 1930, il entame un projet d'étude musicologique du folklore argentin, qui l'amène à effectuer 70 voyages en Argentine et dans les pays voisins entre 1931 et 1965. Dans le cadre de ses recherches, il enregistre des chansons populaires sur 1 700 disques gravés sur différents supports et constitue des archives de photographies, de dossiers et de carnets dans lesquels il a consigné le jour, le lieu, le genre et le compositeur. Ses principaux collaborateurs dans ce projet sont l'ethnomusicologue Isabel Aretz, la pianiste Silvia Eisenstein, qu'il épousera plus tard, et le chercheur Lauro Ayestaran.
En 1931, il fonde le Gabinete de Musicología Indígena. du Museo Argentino de Ciencias Naturales « Bernardino Rivadavia », en même temps qu'il menait une étude approfondie des codex médiévaux. Par la suite, en 1948, par le décret n° 20.082 du président Juan Domingo Perón, l'institut est séparé du musée et dirigé par Carlos Vega. Depuis 1971, il s'appelle Instituto Nacional de Musicología jusqu'en 1973, date à laquelle il est rebaptisé Instituto Nacional de Musicología Carlos Vega,. Son élève Montserrat Campmany y Cortés est la première femme à adhérer à cette association.
Dès 1963, Vega est professeur titulaire de folklore musical argentin, de paléographie des troubadours et d'introduction à la musicologie à la faculté des arts et des sciences musicales de la Pontificia Universidad Católica Argentina. Le 10 février 1966, Vega décède et, par son testament, il fait don du matériel nécessaire à la création, deux mois plus tard, le 14 avril, de l'actuel Institut de recherche musicologique Carlos Vega, dépendant de la faculté, dont le premier nom est l'Institut de musicologie,.
En octobre 1965, il devient membre titulaire de l'Académie nationale des beaux-arts d'Argentine et présente une thèse intitulée La Musicología, nueva ciencia. Il est également membre correspondant d'organismes similaires en Uruguay, en Bolivie et au Pérou.

## Œuvres
La production bibliographique et musicale de Carlos Vega s'élève à près de 400 œuvres de différents genres : livres, disques, œuvres musicales, articles et collaborations à des revues, y compris des œuvres inédites.

### Œuvres musicologiques
- Escalas con semitonos en la música de los antiguos peruanos (1932).
- Danzas y Canciones Argentinas (1936).
- La Música Popular Argentina (1941).
- Panorama de la Música Popular Argentina (1944).
- Bailes tradicionales argentinos: El Cuando - El Carnavalito - La Mariquita - El Pala Pala - El Bailecito - El Pajarillo - La Huella - La Firmeza - La Sajuriana - La Media Caña - El Minué Federal - Los Aires y + (1944-1953).
- Los instrumentos musicales aborígenes y criollos de la Argentina (1946).
- Música sudamericana (1946).
- La forma de la cueca chilena (1947).
- Las danzas populares argentinas (1952).
- El origen de las Danzas folklóricas (1956).
- La ciencia del folklore (1960).
- El himno nacional argentino.
- Danzas argentinas (en dos volúmenes, 1960-1961).
- Danzas argentinas (1962).
- El canto de los trovadores en una historia integral de la música (1963).
- Lectura y notación de la música (1965).
- El cielito de la independencia (1966).
- Antecedentes y contorno de Gardel (1966, publicado póstumamente).
- La Formación Coreográfica del Tango Argentino (1977).
- Apuntes para la historia del movimiento tradicionalista argentino (recopilación y materiales inéditos,1981).
- Estudios para los orígenes del tango argentino (2007).

### Autres ouvrages
- Hombre (1926, poesía)
- Campo (1927, poesía)
- Agua (1932, cuentos)
- Obras de teatro, inédits.

### Discographie
- Andantino, Andante y Plegaria para guitarra, estrenados en 1929.
- Madame Bovary, 1935.
- La Salamanca de Ricardo Rojas, 1943.
- El amor del Sendero, de Federico Martens, 1947.
- Danses et chansons pour orchestres, 1943-1952.
- Bande-son du film Alma Liberada